# Josefa Pastor Brotons
Josefa Pastor Brotons (Elx, c. 1900 - segle XX) fou una militant comunista valenciana.
Josefa Pastor Brotons fou militant del Partit Comunista i consellera municipal de l'Ajuntament d'Elx des de l'1 de juny de 1938 fins al final de la Guerra Civil. Com a consellera va participar en la comissió de Festivitats i Espectacles. Ingressà a l'Ajuntament amb la també militant comunista Gregoria Lozoya Lag, en substitució de dos companys del partit que foren incorporats al front, fet que, en el cas de la ciutat d'Elx, fou habitual tant en el Partit Comunista com en el Partit Socialista, ja que el grup municipal de la CNT no va arribar a nomenar cap dona. Perquè les dones ocuparen càrrecs polítics només quan els seus companys de partit es veien obligats a marxar als fronts de guerra després de ser mobilitzats, però no abans.
Josefa Pastor fou empresonada el 6 de març de 1939 a conseqüència del cop de Casado, junt amb la major part dels dirigents comunistes il·licitants (Jacinto Alemañ, Francisco Antón, Apolo Barrios, Pedro Belmonte, Antonio Moll, Luis Crespo i Gregoria Lozoya). La mediació del governador civil d'Alacant, el socialista il·licità Manuel Rodríguez Martínez, va fer possible que recobraren la llibertat uns dies més tard i pogueren així marxar a l'exili en el vapor Stanbrook, el 28 de març de 1939. A partir d'aquell moment, i com ocorre amb tants i tants exiliats, desconeixem si va morir en l'exili o si va poder tornar a la seua ciutat natal.